# Arkitektur (eksperimentalfilm)
Arkitektur er en dansk eksperimentalfilm fra 1999 instrueret af Jesper Fabricius efter eget manuskript.

## Handling
Tilfældige arkitekturfragmenter set i komprimeret tid – huse, bygninger, et telt, en bro i ujævne eksponeringer. En undersøgelse af tid i byens spøgelsesagtige rum. Enkel, poetisk, melankolsk. Optaget om natten.